# Dipsastraea laxa
Dipsastraea laxa is een rifkoralensoort uit de familie Merulinidae. De wetenschappelijke naam van de soort is, als Orbicella laxa, voor het eerst geldig gepubliceerd in 1879 door de Duitse zoöloog Carl Benjamin Klunzinger.